# 漢江大橋
漢江大橋（韩语：／ Hangang Daegyo）是位於韓國首爾的公路橋，橫跨漢江兩岸，為漢江第一座公路橋梁。1917年10月7日通車，1925年為洪水沖毀，1935年重建完成。韓戰期間，韓國陸軍工兵隊為阻止朝鲜人民军南進，在1950年6月28日把漢江大橋和西邊的漢江鐵橋以炸藥炸毀。1958年修復完畢。1982年相鄰的二橋完成。